# Гесголмська довбанка
Гесголмська довбанка (англ. Hasholme logboat) — човен-довбанка пізньої залізної доби (321—277 роки до н. е.), виявлений у 1984 році в Гесголмі, районі цивільної парафії Голм-он-Сполдінг-Мур у Східному Йоркширі. Це найбільший дотепер знайдений екземпляр таких човнів Британії. Човен експонується у Музеї Галла та Іст-Райдингу в місті Кінгстон-апон-Галл.

## Відкриття
Човен був випадково виявлений влітку 1984 року під час дренажних робіт на північному березі річки Фолнесс (англ. River Foulness) в Гесголмі, поблизу міста Голм-он-Сполдінг-Мур в Східному Йоркширі. Човен знаходився у переважно заболочених глинистих відкладеннях, що значно сприяло збереженню деревини. Окрім самого човна, під час розкопок не було знайдено жодних значних супутніх артефактів, за винятком одного уламка кераміки. Для датування човна було використано дві методики: дендрохронологічний та радіовуглецевий 14C / термолюмінесцентний методи. Обидва методи дали досить схожі  результати, визначивши дату будівництва човна між 321 і 277 роками до н. е., що приблизно корелює з пізньою європейською залізною добою. На основі реконструкції ландшафту навколо ділянки відомо, що в цьому районі переважали змішані дубово — березові та вільхові ліси з луками та болотами, а також багато річкових приток і стариць.
В 1986 році, після двох років зберігання в Національному морському музеї в Гринвічі, човен доставили до міста Кінгстон-апон-Галл. Човен був встановлений у спеціально сконструйованому резервуарі в місцевому Музеї Галла та Іст-Райдингу (англ. Hull & East Riding Museum) і протягом 19 років обприскувався поліетиленгліколем (PEG), що є тим самим типом обробки, який використовувався під час консервації «Мері Роуз», знаменитого флагманського корабля Генріха VIII.

## Опис
Загальна довжина Гесголмської довбанки становить 13 метрів, ширина в міделі 1,4 метри при максимальній висоті бортів 1,25 метри. Університет Галла в 2010 році описав човен як найбільший збережений човен-довбанку у Великобританії.
Немає жодних доказів того, що цей човен коли-небудь був оснащений щоглою чи вітрилом будь-якого типу. Основним засобом руху були весла або довгі жердини, а кермування, ймовірно, здійснювалося за допомогою кормового весла або весел. Судячи з розміру човна, на човні було, ймовірно, дев'ять пар гребців (загалом 18) і два керманичі. І веслувальники і керманичи, швидше за все, розміщувались в човні стоячи. Важливою функцією човна було продемонструвати могутність і високий статус власників човна їхнім сусідам. Іншою функцією човна могло бути просто транспортування вантажів, таких як залізна руда, каміння, деревина, зерно або м'ясо. Максимальний вантаж човна міг складати до 9 000 кг. У цьому випадку розташування та кількість гребців могли бути скориговані з урахуванням розміщення вантажу.

### Корпус човна

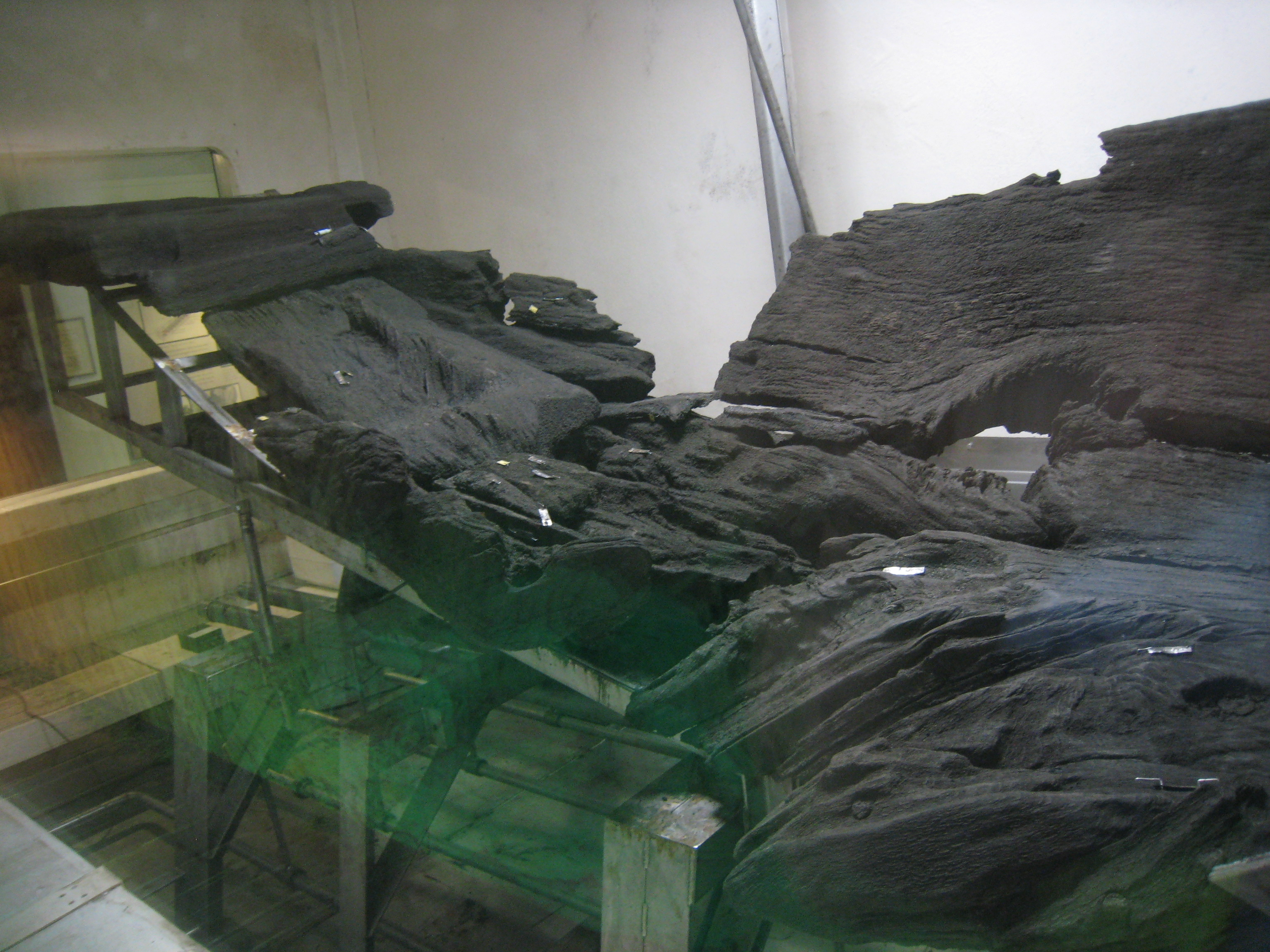
Гесголмська довбанка. Носова частина

Корпус Гесголмської довбанки був виготовлений з дуба (Quercus sp.). Було підраховано, що вихідна дубова колода, з якої був зроблений човен, мала бути приблизно 14 метрів завдовжки і принаймні 1,7 метри в діаметрі. Таким чином, теоретична вага цієї колоди мала становити близько 28,5 тонн, але через наявність «серцевої гнилі» (природного процесу гниття внутрішньої частини дерева) ці оцінки є перебільшеними. Виходячи з розміру дуба та інших дендрологічних вимірювань, було припущено, що цьому дереву на момент рубки було від 810 до 880 років. У дубів такого похилого віку та розміру зазвичай розвивається гниль, відома як «крихка серцевина», яка починається біля основи дерева та поширюється вгору. У випадку стовбура, з якого було зроблено Гесголмську довбанку, ця гниль поширилася майже до самої верхівки стовбура. Це означало, що, незважаючи на те, що видовбати човен було набагато легше, ніс і корму човна не можливо було сформувати з гнилої деревини, тож отвори з обох кінців майбутнього човна потрібно було чимось закрити й зробити їх водонепроникними. Вибір для виготовлення довбанки дерева, яке по всій довжині сильно прогнило заощадив величезну кількість часу важкої фізичної роботи, такої як видовбування міцної дубової деревини, але одночасно вимагав додаткових технологічних рішень для формування носа і корми.

### Ніс і корма

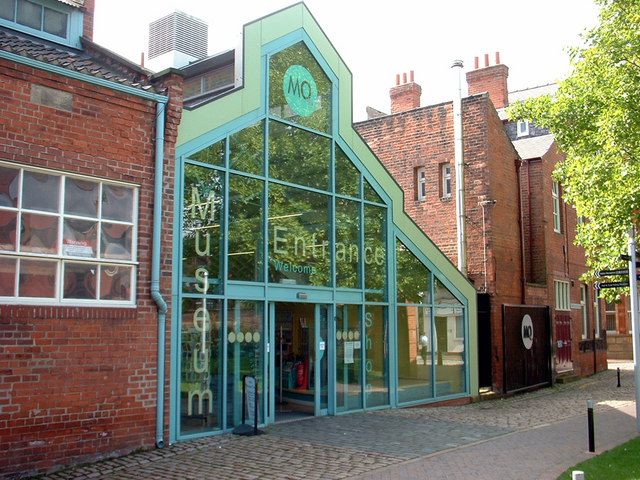
Музей Галла та Іст-Райдингу в місті Кінгстон-апон-Галл, в якому експонується Гесголмська довбанка

У випадку Гесголмської довбанки, гнила серцевина дубової колоди заважала видовбати цільний човен з носом і кормою, тому обидві ці частини потрібно було виготовити окремо, приєднати до човна і забезпечити їх герметичність.
Носова частина Гесголмської довбанки має найоригінальніший дизайн. Вона складається з двох частин, нижнього та верхнього брусків, які разом утворювали ніс, приєднаний до головного корпусу човна. Нижня частина носу 60 см завдовжки і 2 см завтовшки. Верхня частина носу також близько 60 см завдовжки і має досить складну форму.  Ця верхня деревина кріпилася до нижньої частини трьома вертикальними цвяхами через відповідні отвори в нижній частині. Деревяні цвяхі були приблизно 35 см завдовжки та 0,6 см завтовшки.
Кормовий транець встановлений майже під прямим кутом до решти човна. Для цього, приблизно за 25 см перед кормовим кінцем довбанки по усій довжині днища та бортів був видовбаний поперечний паз, в який вставлявся кормовий транець. Такі окремі транці, які закривали кормову частину човна-довбанки були достатньо поширені в бронзову та залізну добу, наприклад аналогічну корму мала Карповська довбанка доби пізньої бронзи (1000 р. до н. до н. е.), яка була виявлена у 2001 році в Карпов-Бенк, поблизу Абернеті на півдні Шотландії.
Сам транець має висоту 1 м. і ширину 1,08 м, та округлий нижній профіль і зрізані верхні кути. Товщина коливається від 2,5 см до 9 см. У верхній частині транця є два горизонтальних отвори без видимого зносу. Оскільки оригінальна транець важив від 60 до 75 кг., було зроблено припущення, що ці отвори були необхідні для підняття транця та встановлення його в паз, видовбаний в кормі.
Для забезпечення герметичності човна, шви між носом, кормою та корпусом човна були законопачені сумішшю моху та гілок.

### Балки-стяжки та дошки обшивки
Біля корми та носа човна були встановлені поперечні балки, функція яких полягала в тому, щоб утримувати необхідну форму бортів човна. Це особливо важливе для довбанок, позбавлених їх природних кінців, тобто з окремо встановленим кормою та носом.
Обидва борти корпусу довбанки були нарощені з планок, прикріплених до корпусу серією дерев'яних цвяхів і фальцевих пазів. Планки кріпилися безпосередньо до обох бортів корпусу і встановлювалися в спеціальних пазах у верхній частині деревини носової частини.

## Будівництво
На підставі етнографічних свідчень припускають, що такий великий дубовий стовбур, який був використаний для виготовлення Гесголмської довбанки міг бути зрубаний за допомогою деяких примітивних кам'яних або залізних знарядь, але переважно це робилось за допомогою контрольованого вогнища, яке розкладали під деревом. Зрублену як колоду розрізали по формі майбутнього човна і на дерев'яних роликах переміщували на будівельний майданчик. Загальний час для будівництва Гесголмського човна напряму залежать від кількості залучених і роботу людей. На основі інших етнографічних свідчень було підраховано, що загальний час виготовлення довбанки таких розмірів становив приблизно один місяць. Незважаючи на те, що будівництво довбанок завжди було колективними зусиллям, складність носової та кормової частин свідчить про те, що в цьому випадку мав бути найнятий майстер із будівництва човнів зі спеціальними знаннями.

### Ремонт
Схоже, під час експлуатації човна був зроблений ремонт його лівого борту з вставленням латки довжиною приблизно 1,25 м з використанням дервяних цвяхів. Інший ремонт, який був зроблений на правій внутрішній стороні корпусу на кормі, був залатаний вставкою попередньо сформованої частини та закріплений цвяхом.